# ...A ozve se Frankenstein
…A ozve se Frankenstein (anglicky „Dial F for Frankenstein“) je krátká apokalyptická sci-fi povídka spisovatele Arthura C. Clarka z roku 1965, která vyšla v Československu ve sbírce Zpráva o třetí planetě z roku 1982, ve sbírce Devět miliard božích jmen a ve sci-fi antologii Stvořitelé nových světů pod názvem Halo, tady Frankenstein. Je to variace povídky Roberta Blocha „Stalo se zítra“ z roku 1943.
V angličtině vyšla např. ve sbírce s názvem The Wind from the Sun.

## Děj
1. prosince 1975 se necelé dvě hodiny po půlnoci světového času rozdrnčely všechny telefony na světě. Neozval se žádný hlas, pouze podivný zvuk.
Lidé, kteří byli probuzeni v noci, naštvaně volali centrálu, aby si stěžovali, avšak všechny linky byly obsazené. Ve výzkumném ústavu telekomunikací a pošt se odborníci snaží přijít záhadě na kloub.
Dumají celé dopoledne, ale na nic nepřicházejí a tak se vydávají na oběd do vedlejší kavárny, kde debata pokračuje. Nejde jim především do hlav, jak je možné, že se událost stala téměř dvě hodiny poté, co byla propojena pozemní telekomunikační síť s družicemi. Dr. John Williams hovoří o analogii s lidským mozkem a domnívá se, že se zrodila umělá inteligence. Předkládá své argumenty, zatímco přicházejí zprávy o nehodách způsobené výpadky elektřiny či řízení. Dokonce se technikům nedostane ani oběda.
Kolegové Williamsovu teorii postupně přijímají a spekulují, co se bude dít dál. Odvodí, že pokud se bude zrozená elektronická inteligence chovat jako dítě, bude vyžadovat potravu – tedy elektřinu. Bude si chtít hrát. A děti si hrají i tak, že ničí své hračky. Přibývá nehod a neštěstí. Shodnou se, že jediným řešením je odpojit družice. Z rádia přichází zpráva, že byly odpáleny řízené střely z vojenských základen, letiště jsou mimo provoz, systém se hroutí. A nakonec přijde zpráva, že nad telekomunikačními družicemi bylo ztraceno spojení, takže "vypnout Frankensteina" už nelze. 

Pro Homo sapiens je už příliš pozdě.

## Poznámka
Velmi podobný námět obsahuje i povídka „Přítel“ ze sborníku Invaze polského spisovatele žánru sci-fi Stanisława Lema.